# Ангор
Ангор (узб. Angor / Ангор) — городской посёлок, административный центр Ангорского района Сурхандарьинской области Узбекистана.

## География
Расположен в долине "Сурхон-Шеробод" вблизи Большого Узбекистанского тракта. Расстояние между Ангором и городом Термез — 33 км.

## Инфраструктура
В посёлке функционируют 4 общеобразовательные школы, 4 детских сада, районная больница и 2 поликлиники.

## Население
| 1989   |
| ------ |
| 8801   |
| 1995   |
| 14 110 |